# Flávio Rossini

## Biografia
Flávio Fontes da Silva, conhecido como Flávio Rossini, nasceu em 3 de março de 1980 em Mesquita, Rio de Janeiro, Brasil. Ele ganhou o apelido "Rossini" devido à sua banda de rock anterior. Flavio Rossini nasceu com glaucoma congênito e perdeu a visão do olho direito ainda criança, aos 5 anos de idade. Quando tinha 10 anos, começou a nadar, chegando a competir pela equipe do Tênis Clube de Mesquita. Dedicou-se ao esporte por uma década, abandonando-o em seguida e sem expectativa de retorno. Foi quando perdeu também a visão do olho esquerdo, em 2020 e já aos 40 anos de idade, que uma nova vida começou a se desenhar para ele. E que resultou no retorno às piscinas dois anos depois, ainda que timidamente e mais pelo lazer do que pelo esporte.

## Carreira
Flávio Rossini é um paratleta de natação e iniciou sua carreira no esporte paralímpico em 12 de agosto de 2023. Oficialmente, a natação voltou à vida de Rossini como um propósito de vida, depois de participar de uma competição de natação com sete atletas. Dentre os competidores, Flavio era o único com alguma deficiência, mas encerrou as provas conquistando o terceiro lugar. E, com isso, percebeu seu próprio potencial como atleta paralímpico. Já se destacou em competições regionais e nacionais. Em novembro de 2024 participou de sua primeira competição internacional, na Argentina. Ele já competiu nas seletivas para os Jogos Parapan-Americanos e para as Paralimpíadas de Paris 2024.
Em 2023, conquistou 12 medalhas no total: 6 de ouro, 2 de bronze e 4 de prata. 
Em 2024, conquistou 2 medalhas de ouro em Recife, no dia 6 de abril, nos 100 metros costas e nos 50 metros livres. Em novembro de 2024 foi anunciado como atleta de natação paralímpico do Vasco e no mês seguinte conquistou quatro medalhas no Campeonato Brasileiro: 2 de ouro (400m livre e revezamento 4x100m medley) e 2 de prata (100m costas e revezamento 4x100m livre).

## Principais Conquistas
Flávio Rossini tem se destacado em diversas competições, conquistando várias medalhas:
Duas medalhas de ouro no Campeonato Brasileiro 2024 (400m livre e revezamento 4x100m medley)
Duas medalhas de prata no Campeonato Brasileiro 2024 (100m costas e revezamento 4x100m livre) 
Quatro medalhas no Campeonato de São Paulo (novembro de 2023)
Duas medalhas de ouro no Campeonato de Natação Mineiro (agosto de 2023)
Três medalhas de ouro no Meeting Paralímpico Loterias Caixa do Rio 2024 (100m livre, 100m costas e 50m livre)

## Informações Pessoais
| Nome completo                  | Flávio Fontes da Silva                      |
| Data de nascimento             | 3 de março de 1980                          |
| Local de nascimento            | Mesquita, Rio de Janeiro, Brasil            |
| Nacionalidade                  | Brasileira                                  |
| Apelido                        | Rossini                                     |
| Início da carreira paralímpica | 12 de agosto de 2023                        |
| Primeiro evento internacional  | Previsto para novembro de 2024 na Argentina |
| ------------------------------ | ------------------------------------------- |